# Jillian Robbins
Jillian Robbins, est une joueuse américaine de basket-ball née le 7 février 1984 à Spring (Texas).

## Biographie
Elle sort de l'Université de Tulsa avec presque tous les records historiques de l'établissement: points (1 902), rebonds (1 211), tirs réussie (671), lancers francs (552), balles volées (312), contres (225) et double-doubles (60). Maman et étudiante, elle souffre en première année d'une blessure aux ligaments du genou.
Après une saison en Israël (18 matches avec des statistiques de 17,4 points à 58 % à 2 points, 11 rebonds en 37 minutes), elle signe à l'été 2011 avec le club de Villeneuve-d'Ascq. Abdou N'Diaye dit d'elle : « Jillian Robbins est une intérieure scoreuse extrêmement difficile à défendre du fait de sa vitesse d’exécution. Cette joueuse à l’impact physique fort qui aspire littéralement les rebonds jouait la saison passée dans le championnat Israélien d’Eliztur Rishon Le Zion, après un passage en Pologne et en Ukraine notamment. »
À la suite de l'indisponibilité d'autres joueuses, elle est coupée après deux matches par l'ESBVA bien que son talent ne soit pas mis en cause afin de reprofiler l'équipe. Lors de son premier match elle marque 12 points (4/11) et prend 16 rebonds en 31 minutes lors de la victoire face à Aix-en-Provence. Elle part à Samsun en Turquie, où elle tourne à 16,7 points et 8,4 rebonds. À l'été 2012, elle signe avec le club roumain d'Euroligue de Târgovişte, avec lequel elle remporte la Coupe de Roumanie 2013.
En 2013-2014, elle joue pour le club italien avec des statistiques de 14,2 points et 7,0 rebonds mais ne dispute que cinq rencontres pour La Lucca avant que sa saison ne finisse prématurément sur blessure. Pour 2014-2015, elle rejoint Liomatic Umbertide, un autre club italien.